# Tìm kiếm Tài năng Anh
Britain's Got Talent (Tiếng Việt: Tìm kiếm tài năng Anh, thường được viết tắt là BGT) là chương trình tìm kiếm tài năng của Anh Quốc, nằm trong series chương trình Got Talent. Bắt đầu vào tháng 7 năm 2007, đến nay Britain's Got Talent đã trải qua 12 mùa. Britain's Got Talent được sự sản xuất của Thames, phân phối bởi FremantleMedia, kết hợp với Syco TV và được phát sóng trên kênh truyền hình ITV. Ngoài ra, Britain's Got More Talent (Tiếng Việt: Tìm kiếm thêm tài năng Anh) – một chương trình phụ của Britain's Got Talent – được phát sóng trên kênh ITV2.
Mọi người ở mọi lứa tuổi chỉ cần có một tài năng đều có thể tham gia chương trình. Các thí sinh sẽ biểu diễn để thu hút khán giả và giám khảo. Thí sinh xuất sắc nhất sẽ được giải thưởng là £250,000 (Mùa 1-4 là £100,000, mùa 5 là £500,000) và được trình diễn tại Buổi Trình diễn Hoàng gia trước Nữ hoàng.

## Lịch sử
Format của chương trình được tạo bởi Simon Cowell. Chương trình được dự kiến phát sóng mùa đầu tiên trên thế giới vào năm 2005, lấy tên là Paul O'Grady's Got Talent vì được dẫn bởi Paul O'Grady. Nhưng sau đó, Paul O'Grady từ chối làm người dẫn nên chương trình phải tạm hoãn lại. Vì thế, mùa đầu tiên của format này trên thế giới được diễn ra tại Mỹ vào năm 2006 với tên America's Got Talent (Tiếng Việt: Tìm kiếm tài năng Mỹ).
Ngày 12 tháng 2 năm 2007, với sự thành công của America's Got Talent, Britain's Got Talent được lên sóng truyền hình vào tháng 6 năm 2007 với sự tham gia của Simon Cowell, Piers Morgan (từng làm giám khảo của America's Got Talent), Amanda Holden trong vai trò giám khảo và Ant & Dec, Stephen Mulhern trong vai trò dẫn chương trình. Giám khảo hiện tại của chương trình là nhà sản xuất Simon Cowell, dẫn chương trình Amanda Holden, ca sĩ Alesha Dixon và diễn viên hài, nhà văn David Walliams